# 阿夫里伊 (阿列省)
阿夫里伊（法語：Avrilly，法語發音：[avʁiji] ⓘ）是法国阿列省的一个市镇，位于该省东部，属于维希区。

## 地理
阿夫里伊（46°20'0"N, 3°58'51"E）面积11.48 平方千米，位于法国奥弗涅-罗讷-阿尔卑斯大区阿列省，该省份为法国中部省份，北起涅夫勒省、西北接谢尔省，西南至克勒兹省，南至多姆山省，东南临卢瓦尔省，东临索恩-卢瓦尔省。
与阿夫里伊接壤的市镇（或旧市镇、城区）包括：勒布绍、吕诺、博日。

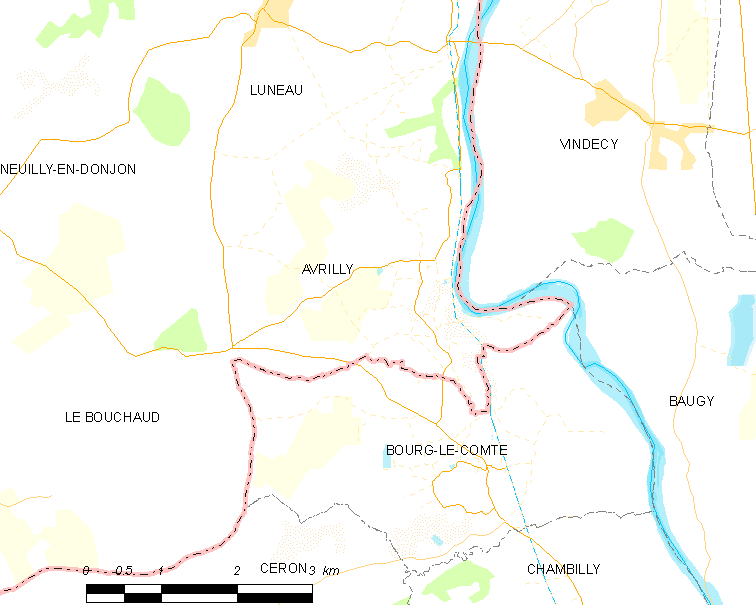
的OSM定位图

阿夫里伊的时区为UTC+01:00、UTC+02:00（夏令时）。

## 行政
阿夫里伊的邮政编码为03130，INSEE市镇编码为03014。

## 政治
阿夫里伊所属的省级选区为贝布尔河畔栋皮埃尔县。

## 人口

1962-2008年间人口变化图示

阿夫里伊于2022年1月1日时的人口数量为137人。